# 和平广场 (特伦钦)
和平广场（Mierové námestie Trenčín）是斯洛伐克城市特伦钦历史中心的主广场。它形成于1111年以前，在连接摩拉维亚门（Moravská brána）和尼特拉河的历史道路上形成。在15世纪，广场形成目前不规则的形状。当时，在其末端修建了城门。有四条街道交汇于广场。
1962年，广场改为现名。历史上的旧名称：[2]
- Rink, Theatrum, Hauptplatz, Fötér
- 1911年- Szalavszky Gyulatér
- 1918年-马萨里克广场（Masarykovo námestie）
- 1938年- Hlinkovo námestie
- 1945年-斯大林广场（Stalinovo námestie）
- 1962年- 和平广场（Mierové námestie）

## 建筑
广场周边建筑:
- 市政厅（radnica mesta）[3]
- 斯洛伐克储蓄银行（Slovenská sporiteľňa）
- 圣三柱（morový stĺp）
- 圣方济各沙勿略修道院(Piaristický kostol sv. Františka Xaverského a kláštor)
- 特伦钦博物馆（Trenčianske múzeum）
- 塔（Mestská veža）
- 邮局
- 金法蒂玛客运大楼（dom s pasážou Zlatá Fatima）

## 重组
2016年，特伦钦市启动了对该广场进行全面改造的投标，项目于2017年4月开始，2018年5月结束。项目由布尔诺 建筑师设计，总共耗资近500万欧元。1712年由米库拉什•伊列沙扎伯爵建造的圣三柱也得到了修复。旁边是一座新的馬爾庫斯·奧列里烏斯青铜雕塑喷泉，上有城市历史上的重要日期。修道院前放置了城市历史中心的模型。